# Messezentrum Salzburg
Das Messezentrum Salzburg befindet sich im Salzburger Stadtteil Liefering, direkt neben der Salzburgarena.

## Geschichte
Die heutige Messezentrum Salzburg GmbH wurde als Salzburger Ausstellungs Zentrum Ges.m.b.H. 1973 von den Eigentümern Stadt Salzburg, Land Salzburg und der Wirtschaftskammer Salzburg gegründet (Umbenennung in Messezentrum Salzburg GmbH 2000). Das Messezentrum Salzburg steht jeweils zu einem Anteil von 39,3 % im Eigentum des Landes Salzburg und der Stadt Salzburg sowie zu einem Anteil von 21,4 % im Eigentum der Wirtschaftskammer Salzburg.
1969 wurde für das Salzburger Volksfest Dult, ein neuer, dauerhafter Veranstaltungsort gesucht und man entschied sich im Gemeinderat für den Standort auf dem Gelände des Messezentrum Salzburg.
1974 konnten die ersten drei fertigen Hallen mit einer Messe (AutoZum) erstmals genutzt und nach Fertigstellung der vierten Halle (1974) eröffnet werden. Im Herbst 2011 wurde der Bau der neuen Kongressmessehalle mit einer Ausstellungsfläche von 15.165 m² durch das Architekturbüro Kadawittfeldarchitektur abgeschlossen. Im August 2012 eröffnete zudem der 1972 m² große Tagungsbereich. Heute stehen 10 Hallen zur Verfügung. 2002–2003 wurde die Salzburgarena gebaut, Veranstaltungsstätte für bis zu 4900 Personen.
2024 verkaufte der bisherige Messebetreiber RX Global sein Geschäft um 12,5 Millionen Euro an das Land Salzburg, die Stadt Salzburg und die Wirtschaftskammer. Die Kosten wurden zu je 39,3 % von Land und Stadt und 21,4 % von der Wirtschaftskammer bezahlt.
Mit der A1-Anschlussstelle Messe (Exit 291) verfügt das Messegelände über eine eigene Autobahnauffahrt und -abfahrt, die direkt in die Parkareale mit 3000 Parkplätzen leitet.
Die Vorsitzenden des Aufsichtsrates seit 1973
- Bürgermeister Heinrich Salfenauer (1973–1980),
- Bürgermeister Josef Reschen (1980–1988),
- Komm.-Rat Josef Koller (1988–1993),
- Bürgermeister Josef Dechant (1993–1999),
- Kammerdirektor Wolfgang Gmachl (1999–2008),
- Bürgermeister Heinz Schaden (2008–2017),
- Bürgermeister Dipl.-Ing. Harald Preuner (seit 2017)

## Unternehmensdaten
Zwischen 12 und 18 Messen pro Jahr werden von der Messezentrum Salzburg GmbH veranstaltet, die das Messezentrum auch betreibt. Die meisten Fachmessen werden vom Veranstalter Reed Sinopharm Exhibitions Co. Ltd. durchgeführt. Daneben gibt es noch weitere Gastveranstalter. In Verbindung mit der Salzburgarena und dem Tagungsbereich sind kombinierbare Messeauftritte möglich, da die Hallen direkt an die Salzburgarena angeschlossen sind.
Mit mehr als 600.000 Besuchern und rund 32 Fach- und Publikumsmessen jährlich ist das Messezentrum Salzburg heute der führende Fachmessestandort in Österreich.
- Hallengesamtfläche: 39.257 m²
- Freigeländefläche: 65.665 m²
- Messehallen: 10 ringförmig angelegte Multifunktionshallen
- jährlich über 600.000 Besucher

Die Salzburgarena ist eine direkt an das Messezentrum angeschlossene Multifunktionshalle und wurde 2002 für Großveranstaltungen in Betrieb genommen. Die Arena bietet Platz für bis zu 4900 Personen. Sie verfügt über die größte Holzkuppelkonstruktion in Westösterreich.

## Eigenveranstaltungen
- Automesse Salzburg – Internationale Messe für Auto, Motorrad und Tuning
- BIM – Berufs-Info-Messe – Messe für Ausbildung, Beruf und Weiterbildung
- Biker-s-World – Internationale Messe für Motorräder, Zubehör & Lifestyle
- Classic Expo – Internationale Oldtimermesse
- Garten Salzburg – Trendmesse für blühende Erholungsoasen
- Heritage World - Frau von Welt und Mann mit Stil
- Kulinarik Austria – Österreichs schmackhaftester Kulinarik Event
- Monumento – Fachmesse für Denkmalpflege
- Renexpo Interhydro – Wasserkraftausstellung mit Kongress
- Salzburger Dult – Volksfest mit Vergnügungspark

## Gastveranstaltungen
- Absolut Allrad – Allrad und Geländefahrzeuge
- Alles für den Gast Salzburg – Internationale Fachmesse für die gesamte Gastronomie und Hotellerie
- Amadeus Horse Indoors – Reitturnier und Pferdesportmesse, Weltcupprüfungen im Dressurreiten und Voltigieren
- AutoZum – Int. Fachmesse für Autowerkstatt- und Tankstellenausstattung, Kfz-Ersatzteile und -Zubehör, chemische Erzeugnisse und Umwelttechnik
- Bauen + Wohnen Salzburg – Int. Messe für Bauen, Wohnen und Energiesparen
- BWS – Internationale Fachmesse für Fertigungsbedarf, Holzbe- und -verarbeitung, Eisenwaren, Werkzeug, DIY-Bedarf, Schloss & Beschlag
- creativ salzburg – Int. Fachmesse für Geschenkideen, Wohnaccessoires, Design- und Lifestyleartikel, Papier- und Schreibwaren, Floristik, Bastelbedarf, Kunsthandwerk, Souvenirs, Glas, Porzellan und Keramik, Trend- und Plüschartikel, Spielwaren, Modeaccessoires, Trafikantenbedarf
- CASA (TexBo) – Int. Fachmesse für kreatives Wohnen, Einrichten und Lifestyle
- Die Hohe Jagd & Fischerei – Internationale Messe für Jagd und Fischerei
- Timba+ 2020 – Die Fachmesse für Holz, Handwerk und Handel
- Tracht & Country – Internationale Fachmesse für Tracht Landhaus-, Strick- und Walkwaren, Sportswear, Accessoires, Leder- und Pelzbekleidung, Naturtextilien
- Küchenwohntrends und möbel austria – Fachmesse für Küche, Essen, Wohnen
- Power-Days – Fachmesse für Elektrotechnik
- PUR – Die Genussfachmesse
- AK/ÖGB – Wintertauschbörse – Die Plattform für den Tausch von Wintersportartikeln